# Entenschnabelaale
Die Entenschnabelaale  (Nettastomatidae) (Griechisch, netta, nessa = Ente, stoma = Maul) leben in tropischen und subtropischen Bereichen des Atlantik, Pazifik und im Indischen Ozean über Schlammboden.

## Merkmale
Entenschnabelaale werden 20 bis 110 Zentimeter lang. Sie haben 190 bis 280 Wirbel und eine sehr langgestreckte Gestalt. Der Kopf ist lang und schmal. Das Maul groß und tief gespalten. Die Zunge ist flächig angewachsen. Der Schwanz ist lang und spitz. Bei allen Arten, außer denen der Gattung Hoplunnis, haben adulte Tiere keine Brustflossen. Entenschnabelaale pflanzen sich wahrscheinlich während des gesamten Jahres fort. Die Larve einer Art wurde als Leptocephalus longirostris als eigenständige Art beschrieben.

## Gattungen und Arten
- Gattung Facciolella Whitley, 1938

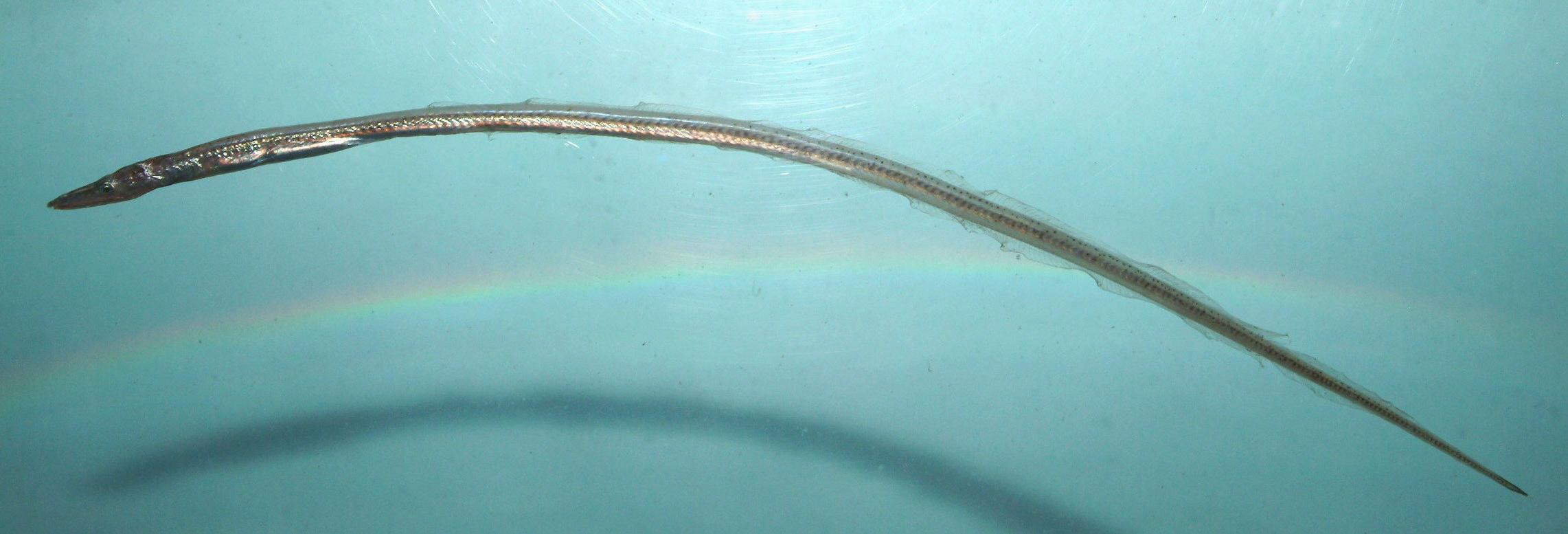
Hoplunnis diomediana

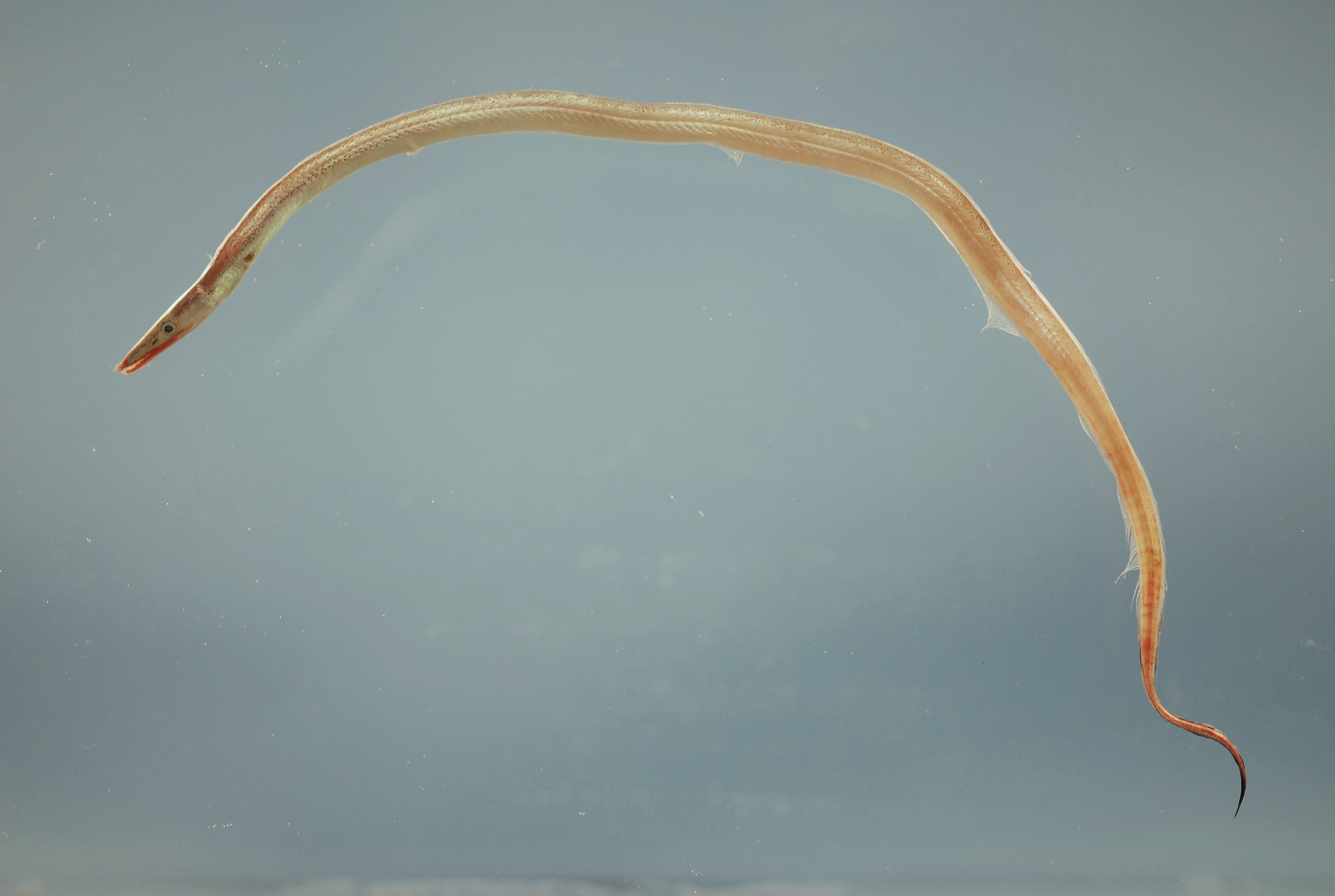
Hoplunnis macrura

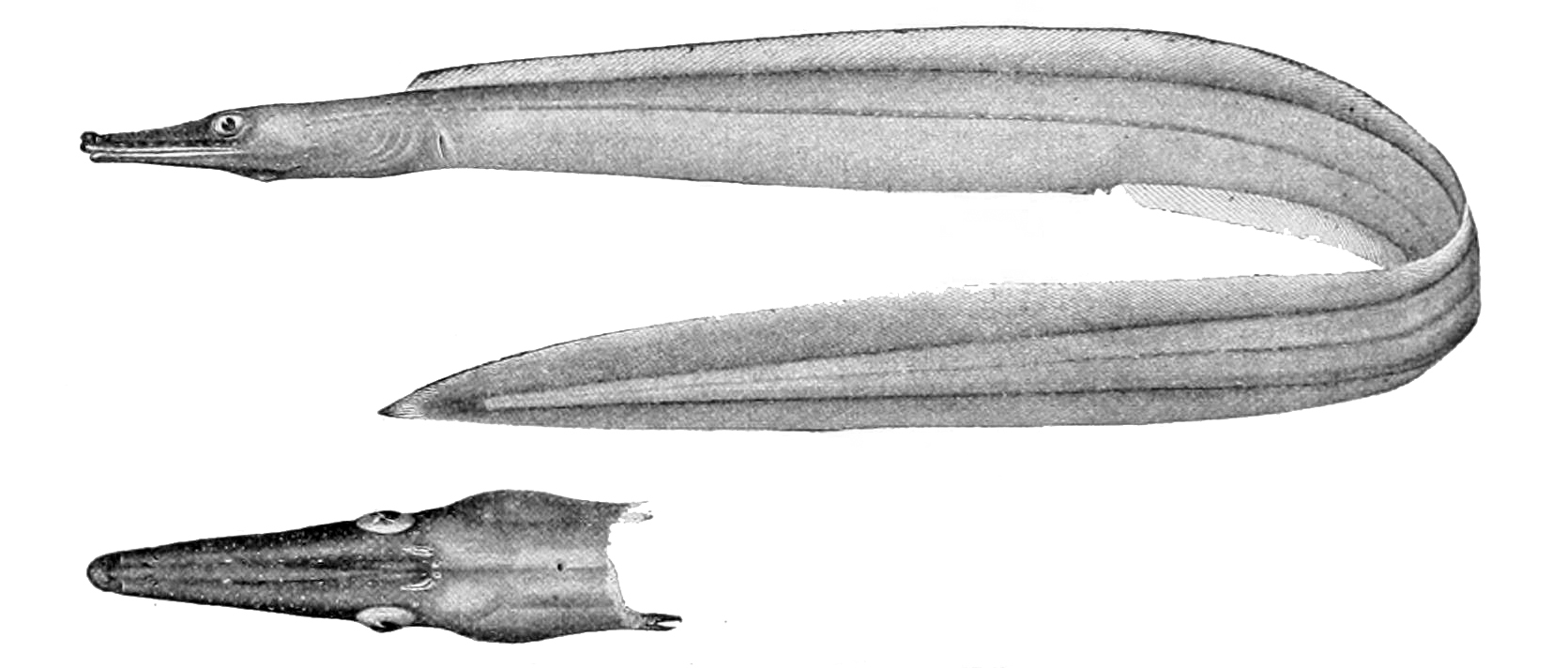
Nettastoma parviceps

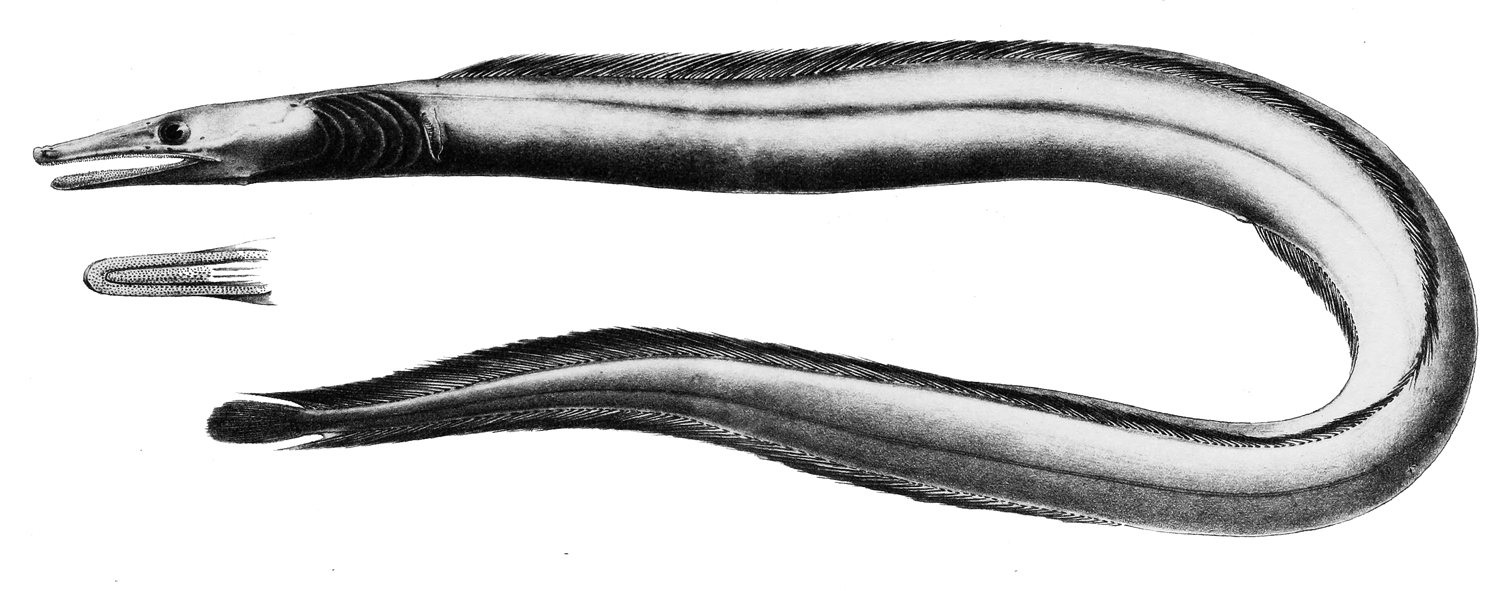
Nettenchelys taylori

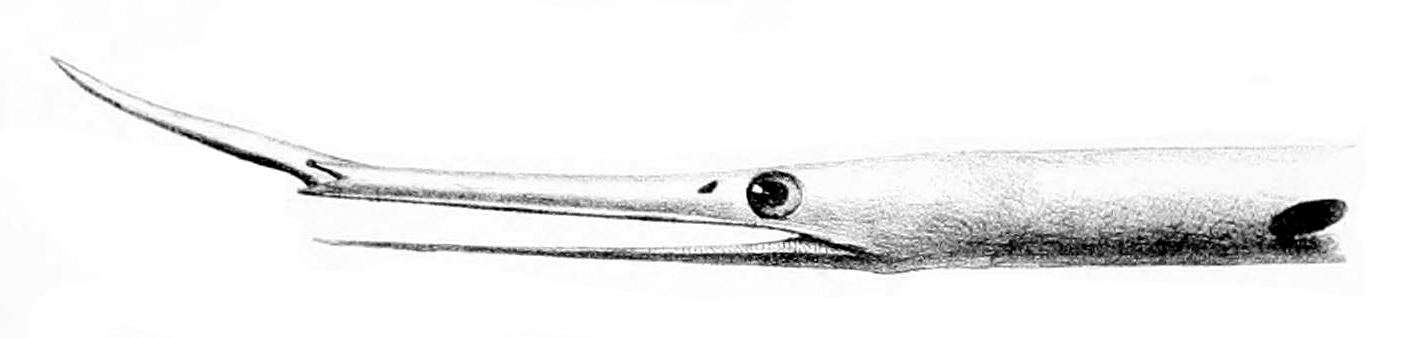
Kopf von Venefica proboscidea

  - Facciolella castlei Parin & Karmovskaya, 1985.
  - Facciolella equatorialis (Gilbert, 1891).
  - Facciolella gilbertii (Garman, 1899).
  - Facciolella karreri Klausewitz, 1995.
  - Facciolella oxyrhyncha (Bellotti, 1883).
  - Facciolella saurencheloides (D’Ancona, 1928).
- Gattung Hoplunnis Kaup, 1860
  - Hoplunnis diomediana Goode & Bean, 1896.
  - Hoplunnis macrura Ginsburg, 1951.
  - Hoplunnis megista Smith & Kanazawa, 1989.
  - Hoplunnis pacifica Lane & Stewart, 1968.
  - Hoplunnis punctata Regan, 1915.
  - Hoplunnis schmidti Kaup, 1860.
  - Hoplunnis sicarius (Garman, 1899).
  - Hoplunnis similis Smith, 1989.
  - Hoplunnis tenuis Ginsburg, 1951.
- Gattung Leptocephalus
  - Leptocephalus bellottii D’Ancona, 1928.
- Gattung Nettastoma Rafinesque, 1810
  - Nettastoma falcinaris Parin & Karmovskaya, 1985.
  - Nettastoma melanurum Rafinesque, 1810.
  - Nettastoma parviceps Günther, 1877.
  - Nettastoma solitarium Castle & Smith, 1981.
  - Nettastoma syntresis Smith & Böhlke, 1981.
- Gattung Nettenchelys Alcock, 1898
  - Nettenchelys dionisi Brito, 1989.
  - Nettenchelys erroriensis Karmovskaya, 1994.
  - Nettenchelys exoria Böhlke & Smith, 1981.
  - Nettenchelys gephyra Castle & Smith, 1981.
  - Nettenchelys inion Smith & Böhlke, 1981.
  - Nettenchelys paxtoni Karmovskaya, 1999.
  - Nettenchelys proxima Smith et al., 2015.
  - Nettenchelys pygmaea Smith & Böhlke, 1981.
  - Nettenchelys taylori Alcock, 1898.
- Gattung Saurenchelys Peters, 1864
  - Saurenchelys cancrivora Peters, 1864.
  - Saurenchelys cognita Smith, 1989.
  - Saurenchelys fierasfer (Jordan & Snyder, 1901).
  - Saurenchelys finitimus (Whitley, 1935).
  - Saurenchelys gigas Lin et al., 2015.
  - Saurenchelys lateromaculatus (D’Ancona, 1928).
  - Saurenchelys meteori Klausewitz & Zajonz, 2000.
  - Saurenchelys stylura (Lea, 1913).
- Gattung Venefica Jordan & Davis, 1891
  - Venefica multiporosa Karrer, 1982.
  - Venefica ocella Garman, 1899.
  - Venefica proboscidea (Vaillant, 1888).
  - Venefica procera (Goode & Bean, 1883).
  - Venefica tentaculata Garman, 1899.

Entenschnabelaale sind fossil für das mittlere Eozän nachgewiesen. Sie sollen am nächsten mit der Gattung Uroconger aus der Familie der Meeraale (Congridae) verwandt sein.